# Nikostratos (Koroplast)

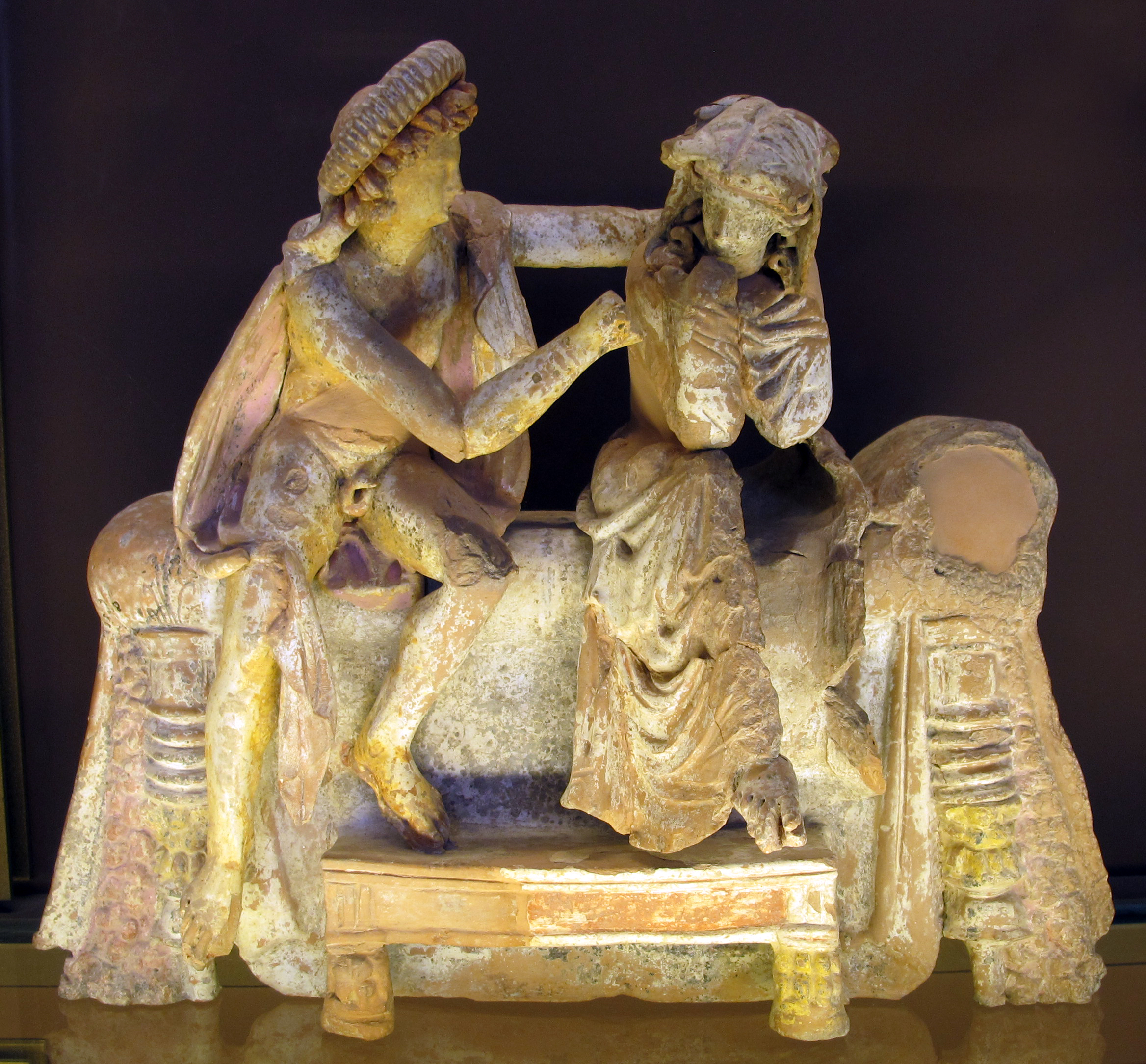
Die Nymphengrotte im Louvre in Paris

Nikostratos (altgriechisch Νικόστρατος) war ein griechischer Koroplast, der in der ersten Hälfte des 2. und am Anfang des 1. Jahrhunderts v. Chr. in Myrina in Kleinasien tätig war.
Im Gegensatz zu den meisten in Myrina gefundenen Koroplastiken zeichnen sich die Arbeiten des Nikostratos dadurch aus, dass sie fein gearbeitet sind und bewegte Figuren darstellen, die häufig in einer Gruppe gezeigt werden. Seine Signatur ist auf fünf verschiedenen Typen von Statuetten zu finden: Mädchen mit Mutter, Tänzerin, Nymphengrotte, Mädchen mit Pädagogen und Schauspieler.